# Jang I-čching
Jang I-čching (čínsky pchin-jinem Yáng Yīqīng, znaky zjednodušené 杨一清, tradiční 楊一清, 1454–1530) byl čínský politik, vojevůdce a spisovatel v říši Ming. Za vlády císařů Čeng-teho a Ťia-ťinga v první třetině 16. století zaujímal vysoké funkce v severozápadní pohraniční provincii Šen-si i v ústředních úřadech, včetně míst ministra daní, ministra státní správy a velkého sekretáře, přičemž v letech 1526 a 1527–1529 stál v čele velkého sekretariátu. Byl též nejuznávanějším básníkem své generace.

## Jména
Jang I-čching používal zdvořilostní jméno Jing-ning (čínsky pchin-jinem Yìngníng, znaky zjednodušené 应宁, tradiční 應寧) a pseudonym Čchun-jü (čínsky pchin-jinem Suìān, znaky 邃庵). Za své zásluhy obdržel posmrtné jméno Wen-siang (čínsky pchin-jinem Wénxiāng, znaky 文襄).

## Život
Jang I-čching se narodil roku 1454 v Jün-nanu, později žil v prefektuře Čen-ťiang (moderní obvod Tan-tchu v prefektuře Čen-ťiang v provincii Ťiang-su). Vzdělával se v konfuciánském učení, absolvoval úřednické zkoušky a roku 1472, v neobvykle nízkém věku osmnácti let, v Pekingu složil i jejich nejvyšší stupeň, palácové zkoušky. Poté nastoupil úřednickou kariéru.
Mnoho let sloužil v severozápadním pohraničí, v provincii Šen-si. Časem postoupil až na místo velkého koordinátora sün-fu, nadřízeného civilním i vojenským úřadům provincie. V této funkci roku 1506 oživil plán na postavení obranných zdí v Ordosu, jako části širšího plánu na jeho znovuobsazení; kvůli odporu Liou Ťina, tehdy nejvlivnějšího eunucha v Zakázaném městě a důvěrníka císaře Čeng-teho, však mohl postavit jen 20 km zdi. V dubnu 1507 rezignoval.
Jakožto zkušený voják a politik obeznámený s problémy a lidmi severozápadu byl roku 1510, s eunuchem Čang Jungem, byl pověřen likvidací povstání knížete z An-chua v Ning-sia. Než dorazil na místo, vzpouru zlikvidovali místní velitelé; Jang I-čching poté zorganizoval vyšetřování událostí a uklidnil situaci. Během tažení Jang I-čching namluvil Čang Jungovi, že je ve smrtelném nebezpečí, protože Liou Ťin připravuje převrat. Čang Jung se poté spojil s dalšími eunušskými hodnostáři (z takzvaných osmi tygrů) a Liou Ťina v září 1510 svrhl.
V září 1510 se s podporou Čang Junga stal ministrem daní. V lednu 1511 postoupil na místo ministra státní správy, roku 1514 získal vysoký čestný titul šao-fu (少傅). V březnu 1515 odstoupil velký sekretář Jang Tching-che kvůli smutku za smrt otce; v květnu se Jang I-čching stal velkým sekretářem místo něho.
Roku 1516 Jang I-čching využil záplavy a nebeské úkazy ke kritice císařových oblíbenců; mezitím však Čang Jung ztratil panovníkovu přízeň, což oslabilo podporu Jang I-čchinga v císařově okolí. Velitelé císařské gardy Ťiang Pin a Čchien Ning, dotčení kritikou, v září 1516 reagovali prosazením Jang I-čchingova odvolání. Jang I-čching se vrátil do svého domova v Tan-tchu; s císařem Čeng-tem se setkal ještě v září 1520, když panovník přes Tan-tchu cestoval z Nankingu zpět do Pekingu.
Na jaře 1521 Čeng-te zemřel a nastoupil nový císař Ťia-ťing, který si pamatoval, že jeho otec řadil Jang I-čchinga mezi tři vynikající muže žijící na středním a dolním toku Jang-c’ (s Li Tung-jangem a Liou Ta-siaem); proto po nástupu Jang I-čchinga obdaroval. Jang I-čching poté ve velkém sporu o obřady podpořil Čang Fu-ťinga, vůdce skupiny úředníků podporujících císaře, a v lednu 1525 byl proto s podporou Čang Fu-ťinga a dalšího císařova stoupence, Kueje E, opět jmenován nejvyšším velitelem tří vojenských oblastí v Šen-si s formálními tituly ministra vojenství a hlavního cenzora. Bylo to v mingské Číně poprvé, co bývalý velký sekretář dostal vojenské velení.
V Šan-si začátkem roku 1525 odrazil nájezd 10 000 jezdců z Čching-chaje. Koncem roku 1525 byl povolán do Pekingu a po půl roce byl s podporou Čang Fu-ťinga a Kueje E jmenován velkým sekretářem (a formálně i ministrem státní správy). Jako starší převzal vedení sekretariátu od dosavadního prvního velkého sekretáře Fej Chunga. Byl pověřen čestným úkolem dokončení pravdivých záznamů (š’-lu) Ču Jou-jüana, otce císaře Ťia-ťinga, kterého Ťa-ťing posmrtně jmenoval císařem. V březnu 1527 dosáhl (opět ve shodě s Čangem a Kuejem) rezignace Fej Chunga. V září 1527 obdržel vysoký čestný titul „levý pilíř státu“. V nové funkci označil vlastnictví většiny půdy v osmi prefekturách metropolitní oblasti eunušskými úřady, císařskými příbuznými a mocnými rodinami za negativní jev a navrhoval vyšetření okolností, za nichž se dotyční zmocnili pozemků, a opatření k nápravě. Také koncem roku 1527 prosadil návrat eunucha Čang Junga s desetileté nepřízně a jeho jmenování velitelem spojených výcvikových divizí umístěných v okolí Pekingu.
V říjnu 1527 byl velkým sekretářem jmenován Čang Fu-ťing a v březnu 1529 i Kuej E. Skupina úředníků podporujících císaře ve sporu o obřady však již ztratila jednotu a kvůli rozporům ve velkém sekretariátu byl Jang I-čching v říjnu 1529 odvolán. Roku 1530 byl navíc svými kritiky obviněn z přijetí úplatku od Čang Junga a v březnu 1530 zbaven titulů a hodností. Zemřel bezdětný o šest měsíců později. Roku 1548 ho císař Ťia-ťing rehabilitoval a jako výraz mimořádného uznání mu udělil posmrtné jméno Wen-siang.
Jang I-čching byl velmi schopný a vzdělaný, odborník zejména na vojenské a pohraniční záležitosti. Vyzdvihl řadu talentovaných mužů, mezi které patřili například Ťiou Jüe, Wang Jang-ming, Wang Tching-siang. Pro své schopnosti byl srovnáván se slavným tchangským státníkem Jao Čchungem (651–721). Napsal několik knih pamětí a poznámek. Jako básník se snažil o překonání kabinetního stylu poezie snahou o silnější osobní výraz. S Li Tung-jangem byl nejpřednějším literátem své doby.